# Грузия на зимних Олимпийских играх 2002
Грузия принимала участие в Зимних Олимпийских играх 2002 года в Солт-Лейк-Сити (США) в третий раз за свою историю, но не завоевала ни одной медали. Сборную страны представляло четверо спортсменов, в том числе одна женщина.
София Ахметели и Роберт Махарашвили участвовали в соревнованиях по горнолыжному спорту, Вахтанг Мурванидзе в фигурном катании и Каха Цакадзе в прыжках с трамлина. Лучший результат у фигуриста Вахтанга Мурванидзе, который занял 17 место.